# 아리안 므누슈킨

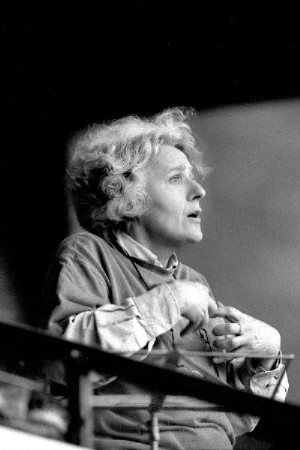
아리안 므누슈킨

아리안 므누슈킨(Ariane Mnouchkine, 1939년 3월 20일 ~ )은 프랑스의 연극 감독으로, 태양극단(fr)을 설립하였다.